# Yūki Kitai
Yūki Kitai (japanisch 北井 佑季 Kitai Yūki; * 27. Januar 1990 in Yokohama) ist ein ehemaliger japanischer Fußballspieler.

## Karriere
Kitai erlernte das Fußballspielen in der Schulmannschaft der Tokin Gakuen High School und der Universitätsmannschaft der Kinki-Universität. Seinen ersten Vertrag unterschrieb er 2010 bei FC Machida Zelvia. Der Verein spielte in der dritthöchsten Liga des Landes, der Japan Football League. Am Ende der Saison 2011 stieg der Verein in die J2 League auf. Für den Verein absolvierte er 80 Ligaspiele. 2013 wechselte er zum Ligakonkurrenten Matsumoto Yamaga FC. Für den Verein absolvierte er 26 Ligaspiele. 2015 wechselte er zum Drittligisten Kataller Toyama. Für den Verein absolvierte er 86 Ligaspiele. 2018 wechselte er zum Ligakonkurrenten SC Sagamihara. Für den Verein absolvierte er 15 Ligaspiele. Ende 2018 beendete er seine Karriere als Fußballspieler.